# Pero indistincta
Pero indistincta là một loài bướm đêm trong họ Geometridae.